# Антония Мессина
Анто́ния Мессина (итал. Antonia Mesina; 19 июня 1919 год, Оргозоло, Сардиния, Королевство Италия — 17 мая 1935 год, там же) — итальянская католическая мученица, убитая при попытке изнасилования.
Её беатификация началась при Папе Иоанне Павле I 22 сентября 1978 года, когда она получила титул «Слуги Божьего». Папа Папа Иоанн Павел II подтвердил, что она умерла «при защите чести» (лат. in defensum castitatis), и беатифицировал её 4 октября 1987 года.

## Биография
Антония Месина родилась 21 июня 1919 года и была второй из десяти детей Агостино Месины и Грации Рубану. Крестилась в местной приходской церкви Святого Петра. Она получила конфирмацию 10 ноября 1920 года и приняла первое причастие в 1926 года от местного епископа.
После того, как она завершила свое начальное образование, которое охватило непродолжительный период времени, она взяла на себя ведение домашнего хозяйства, чтобы помочь своей прикованной к постели матери, страдающей сердечным заболеванием. Она занималась домашним хозяйством, включая заботу о своих братьях и сестрах, а также приготовление пищи, уборку и стирку. В 1929 году Месина присоединилась к движению «Католическое действие» и стала известным рекрутером. Месина любила быть частью этого движения и считала, что оно «помогает ей быть хорошим».
Утром Месина отправилась на мессу с подругой, а после этого пошла собирать дрова, подросток Игнацио Катигу напал на неё и попытался изнасиловать. Её подруга закричала и убежала искать помощи. Месина дважды сумела убежать, но с третьей попытки была сбита с ног. Месина защищалась и была убита, сопротивляясь его нападкам и получила 74 ударов камнем. Её останки были исследованы после её смерти, и было установлено, что она не подвергалась изнасилованию во время и после смерти. Последний удар ей разбил череп и изуродовал лицо. Катигу вскоре задержали и 27 апреля 1937 года приговорили к смертной казни; расстрельная команда казнила его 5 августа следующего года.
5 октября 1935 года член католического движения преподобная Армида Барелли, которая однажды встречалась с Месиной, встретилась с Папой Пием XI и сообщила ему о деятельности Месины и её убийстве.